# 강간의 유형
강간의 유형이란 성폭력 범죄의 일종인 강간의 수법이나 사례 등을 말한다.

## 주요 유형
성 소수자들에게 동성애 교정 명목으로 행해지는 교정 강간과 연인 사이에서 행해지는 데이트 강간(데이트 폭력이라고도 한다.), 여러 명이 한 사람에게 행하는 윤간, 전쟁 등의 상황이 일어났을 때 집단살해의 일환으로 적성세력에게 행해지는 전쟁 성범죄의 일종인 집단강간, 성교 동의 연령 미만의 사람과 성교하는 의제강간 등이 있다. 그 외에도 부부 관계 사이나 교도소 안에서도 강간이 일어나기도 한다.